# Епаминонда Попандонов
Епаминонда (Епаминонд) Попандонов Иванов (на македонска литературна норма: Епаминонда поп Андонов) е политик от Социалистическа Република Македония.

## Биография
Попандонов е член на Акционния народоосвободителен комитет и през 1943 г. написва предговора към Манифеста на главния щаб. През пролетта на 1944 година е избран за член на Инициативния комитет за свикване на АСНОМ и участва в първото му заседание. На него е избран в Президиума на АСНОМ. През септември 1944 година става член на Комунистическата партия на Македония. При трансформацията на Президиума на АСНОМ в Президиум на Народното събрание на Македония на третото заседание на АСНОМ между 14 и 16 април 1945 година Попандонов е отстранен от държавното ръководство. За това допринася опозиционната дейност на брат му Васил Иванов, получил през март 1947 година смъртна присъда, заменена впоследствие с дълги години затвор. Член е на Учредителното събрание за създаване на Конституцията на Народна република Македония. В последните години от живота си Попандонов работи в културни и образователни институции: директор е на Народната библиотека (1947 – 1951) и преподавател в Педагогическото училище в Скопие (1952 – 1966).
Умира в София.